# الغولة السفلى (مبين)

تعديل مصدري - تعديل

الغولة السفلى هي إحدى قرى عزلة مبين بمديرية مبين التابعة لمحافظة حجة، بلغ تعداد سكانها 136 نسمة حسب تعداد اليمن لعام 2004.